# 1502-es mellékút (Magyarország)
Az 1502-es mellékút egy pontosan 2 és ¾ kilométer hosszú, négy számjegyű mellékút Győr-Moson-Sopron vármegye északi peremén; Rajkától vezet az Ausztriához tartozó Németjárfalu felé, de ezzel az útszámozással az országhatárnál véget ér.

## Nyomvonala
A 15-ös főútból ágazik ki, annak a 16+550-es kilométerszelvénye közelében, Rajka belterületének északi széle közelében. Északkeletnek indul, de kevesebb, mint 400 méter megtétele alatt 180 fokos ívet ír le, ami után felüljárón halad át a főút és a mellette húzódó Budapest–Hegyeshalom–Rajka-vasútvonal vágányai felett. Még az első kilométere előtt elhalad az M15-ös autópálya felett is, valamint áthalad azon a két körforgalmon, amelyek a gyorsforgalmi útról le- és arra felhajtó forgalmat szolgálják ki. Mindezeket elhagyva nyugatnak fordul és nyílegyenesen halad a következő település, Németjárfalu (Deutsch Jahrndorf) felé. Az 1502-es útszámozást viszont csak az országhatárig viseli, onnét az ausztriai L202-es tartományi főút vezet tovább. A határátlépés előtt északkelet felé fordulva, bő 300 méter után érhető el a Magyarország, Ausztria és Szlovákia hármashatáránál kialakított, egykori határvédelmi műtárgyak felhasználásával létrehozott emlékpark.
Teljes hossza, az országos közutak térképes nyilvántartását szolgáló kira.kozut.hu adatbázisa szerint 2,750 kilométer.